# Face au châtiment
Pour plus de détails, voir Fiche technique et Distribution.
Face au châtiment (titre original : The Doolins of Oklahoma) est un film américain réalisé par Gordon Douglas, sorti en 1949.

## Fiche technique
- Titre original : The Doolins of Oklahoma
- Titre français : Face au châtiment
- Réalisation : Gordon Douglas
- Scénario : Kenneth Gamet
- Photographie : Charles Lawton Jr.
- Montage : Charles Nelson
- Musique : George Duning et Paul Sawtell
- Décors : Frank Tuttle
- Société de production : Producers-Actors Corporation
- Société de distribution : Columbia Pictures
- Pays de production :  États-Unis
- Format : Noir et blanc — 35 mm — 1,37:1 — Son : Mono
- Genre : Western
- Durée : 90 minutes (1 h 30)
- Dates de sortie :
  -  États-Unis : 27 mai 1949
  -  Danemark : 28 novembre 1949
  -  Australie : 10 mars 1950
  -  Allemagne de l'Ouest : 19 décembre 1950
  -  Japon : 17 avril 1952

## Distribution
- Randolph Scott : Bill Doolin / Bill Daley
- George Macready : Marshal Sam Hughes
- Louise Allbritton : Rose de Cimarron
- John Ireland : Bitter Creek
- Virginia Huston : Elaine Burton
- Charles Kemper : Thomas 'Arkansas' Jones
- Noah Beery Jr. : Little Bill
- Dona Drake : Cattle Annie
- Robert Barrat : Marshal Heck Thomas
- Lee Patrick : Melissa Price
- Griff Barnett : Deacon Burton
- Frank Fenton : Red Buck
- Jock Mahoney : Tulsa Jack Blake